# Kurmancî (revista)
Kurmancî es una revista en lengua kurda que toma su nombre del dialecto kurmanji (kurmancî), el más extendido del idioma. Se publica dos veces al año desde 1987, y tiene como objetivo dar a conocer las resoluciones de los seminarios convocados por el Instituto Kurdo de París, así como los problemas terminológicos del idioma y sus acuerdos sobre estándares. Todos sus números están disponibles en su página web, y los primeros 20 en los idiomas kurdo, francés, inglés y turco.